# نوبة حراسة (فلم)
نوبة حراسة فيلم مصري.

## قصة
جريمة قتل بشعة تقع في احدي العمارات وعن طريق الصدفة تشاهد ايمان الجريمة، ويحاول القتلة مطادرتها إلا أنها تتمكن من الهرب ويقرر (الروبي) التخلص منها لما تسببه من خطر عليه. على الجانب الآخر يكلف الضابط هشام بحمايتها منهم، حينها لم يجد (الروبي) له سبيلا سوى اختطاف أسرة هشام ومساومته علي الهروب خارج الحدود، لكن هشام يتمكن في النهاية من قتل الروبي وحراسه وإنقاذ أسرته والشاهدة ايمان.

## بطولة
| - أحمد السقا: محسن - مصطفى فهمي: هشام - مريم فخر الدين - خلود: إيمان - إنتصار | - محمود عبد الغفار - هشام مجدي: طفل - ثريا إبراهيم - رشا زهران - علاء خميس | - صافيناز فتحي - نشوى عمار - أحمد دياب: مصطفى - بثينة رشوان: فريدة - سعيد عبد الغني: كمال |

## إداريون
| - نبيل صاروفيم: قصة وسيناريو وحوار - يوسف شرف الدين: مخرج - أشرف سالم: مخرج منفذ - ماهر مصطفى: مخرج مساعد - شريف إحسان: تصوير | - سامح خليل: مونتير - فؤاد الألفي: منتج منفذ - سانيلاند فيلم / سانيلاند فيلم انترناشيونال: منتج - محمد رسمي: مدير إنتاج | - سانيلاند فيلم / سانيلاند فيلم انترناشيونال: توزيع - رفعت عبد الحكيم: ملابس - محمد فهمي عبد الحميد: موسيقى تصويرية - محمد بكر: فوتوغرافيا |